# James Fairburn
James Fairburn là một cầu thủ bóng đá người Anh thi đấu ở vị trí tiền đạo tầm xa. Ông khởi đầu sự nghiệp với Darlington trước khi gia nhập đội bóng tại Football League First Division Burnley vào tháng 5 năm 1899. Ông ra mắt cho câu lạc bộ ngày 2 tháng 9 năm 1899 trong thất bại 0–2 trên sân khách trước Glossop. Tuy nhiên, ông bị thay ra bởi Walter Place trong trận tiếp theo và không bao giờ thi đấu lại cho câu lạc bộ. Fairburn sau đó bị Burnley giải phóng vào tháng 3 năm 1900.